# Aspøya (Tingvoll)
Aspøya est une île artificielle de la commune de Tingvoll, du comté de Møre et Romsdal, dans la mer de Norvège.

## Description
L'île de 20 km2 était autrefois une péninsule qui était reliée au continent par l'isthme Nålsundeidet étroit de 150 mètres de large. En 1905, l'isthme a été creusé pour fournir un canal de 8 mètres de large à travers lequel les bateaux peuvent naviguer. L'achèvement du canal a donc fait d'Aspøya une île.
La route européenne 39 traverse Aspøya et la relie à l'île voisine de Bergsøya à l'ouest par le Bergsøysund Bridge (en) qui relie la ville de Kristiansund au continent. À l'est, l'autoroute E39 la relie à la presqu'île de Straumsnes à Tingvoll.

## Galerie

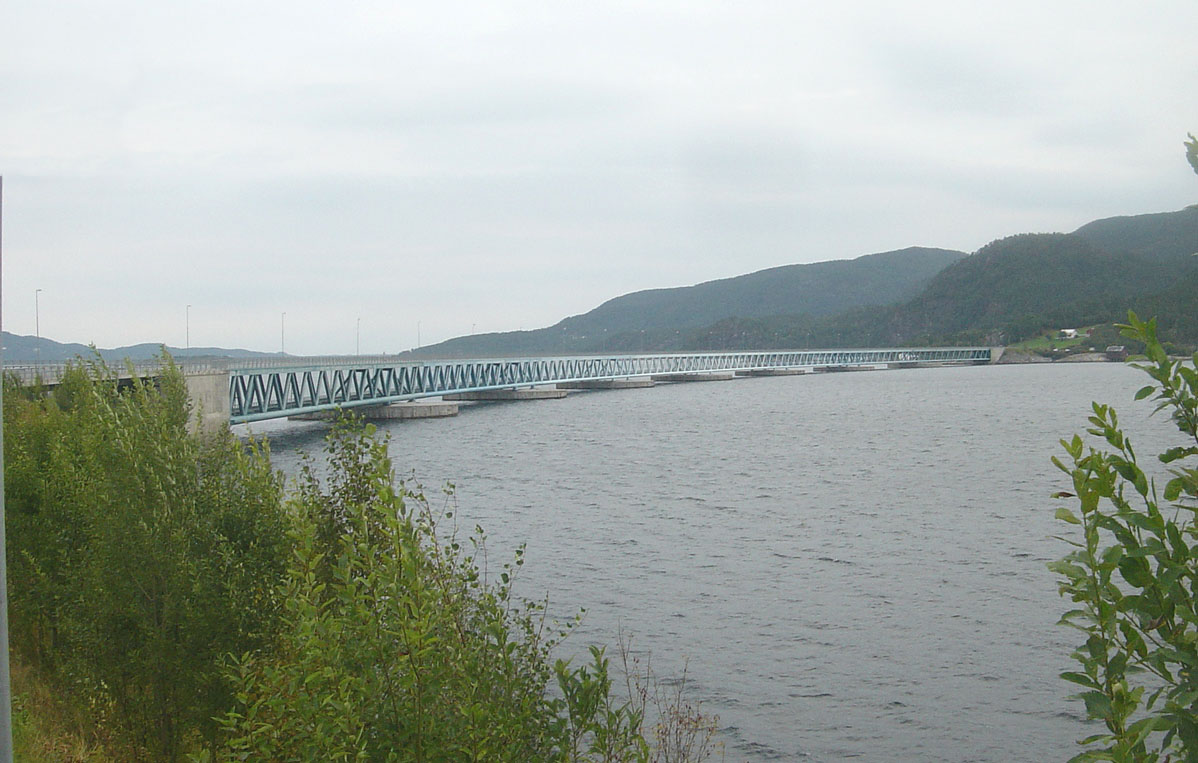
Le Pont de Bergsoy